# オルコ・フェリーノ
オルコ・フェリーノ（伊: Orco Feglino）は、イタリア共和国リグーリア州サヴォーナ県にある、人口約900人の基礎自治体（コムーネ）。

## 地理

### 位置・広がり

#### 隣接コムーネ
隣接するコムーネは以下の通り。
- カーリチェ・リーグレ
- フィナーレ・リーグレ
- マッラレ
- クイリアーノ
- ヴェッツィ・ポルティオ

### 地震分類
イタリアの地震リスク階級 (it) では、3 に分類される
。

## 姉妹都市
- Le Crestet、フランス